# 諸島県

諸島県
Περιφερειακή ενότητα Νήσων測地系: 北緯37度20分 東経23度30分 / 北緯37.333度 東経23.500度座標: 北緯37度20分 東経23度30分 / 北緯37.333度 東経23.500度

諸島県（しょとうけん、ギリシア語: Νησιά / Nisiá）は、ギリシャ共和国のアッティカ地方を構成する行政区（ペリフェリアキ・エノティタ）のひとつ。

## 地理

### 位置・広がり
もともとピレウス県の一部であり、ピレウス近郊以外の地域が分離されて成立した行政区である。サロニコス湾上のサロニカ諸島、ペロポニソス半島の一部、ペロポニソス半島東岸・南岸の島を含む。
ピレウスに近いサラミナ島（サラミス島）から、ペロポニソス半島南方のアンディキティラ島まで、県域は広範囲に広がる。

### 主要な都市・集落
人口3000人以上の都市には以下がある（人口はいずれも2001年国勢調査）。
- サラミナ（Σαλαμίνα : サラミナ市） - 25,730人
- エギナ（Αίγινα : エギナ市） - 7,410人
- アンベラキア（Αμπελάκια : エギナ市） - 4,537人
- ポロス（Πόρος : ポロス市） - 4.102人
- スペツェス（Σπέτσες : スペツェス市） - 3,846人
- エアンディオ（Αιάντειο : サラミナ市） - 3,652人

最大の都市はサラミナ島のサラミナ。
- サラミナ
- エギナ

## 行政区画

### 自治体（ディモス）

旧ピレウス県の自治体

諸島県は、以下の自治体（ディモス、市）から構成される。面積の単位はkm²、人口は2001年国勢調査時点。
|    | 自治体名     | 綴り      | 政庁所在地 | 面積  | 人口   |
| -- | ------------ | --------- | ---------- | ----- | ------ |
| 2  | アンギストリ | Αγκίστρι  | メガロホリ | 13.4  | 920    |
| 3  | エギナ       | Αίγινα    | エギナ     | 87.4  | 13,552 |
| 6  | キティラ     | Κύθηρα    | キティラ   | 299.4 | 3,398  |
| 9  | ポロス       | Πόρος     | ポロス     | 49.6  | 4,348  |
| 10 | サラミナ     | Σαλαμίνα  | サラミナ   | 96.1  | 38,022 |
| 11 | スペツェス   | Σπέτσες   | スペツェス | 27.1  | 3,916  |
| 12 | トリジニア   | Τροιζηνία | ガラタス   | 241.1 | 8,564  |
| 13 | イドラ       | Ύδρα      | イドラ     | 64.4  | 2,719  |

### 旧自治体（ディモティキ・エノティタ）

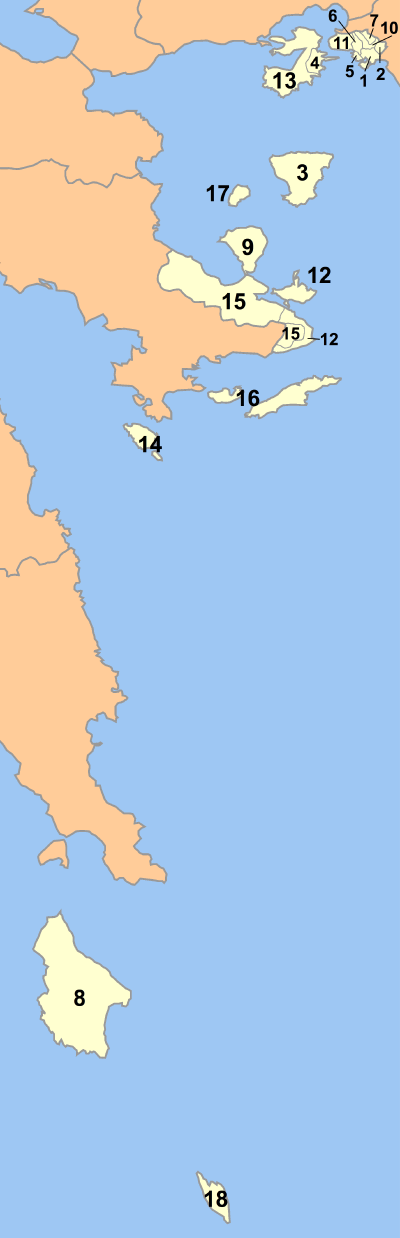
諸島県の旧自治体（2010年まで）

現在の諸島県の地域は、かつてピレウス県に属していた。カリクラティス改革（2011年1月施行）にともない、ピレウス近郊部を除く離島部が分割され、諸島県となった。旧自治体は新自治体（ディモス）を構成する行政区（ディモティキ・エノティタ）となっている。
下表の番号は右図と対応している。「旧自治体名」欄で※印を付したものはキノティタ、それ以外はディモス。「政庁所在地」欄で太字になっているものは、新自治体の政庁所在地となったものを示す。
|    | 旧自治体           | 綴り       | 政庁所在地        | 新自治体     |
| -- | ------------------ | ---------- | ----------------- | ------------ |
| 3  | エギナ             | Αίγινα     | エギナ            | エギナ       |
| 4  | アンベラキア       | Αμπελάκια  | アンベラキア (el) | サラミナ     |
| 8  | キティラ           | Κύθηρα     | キティラ          | キティラ     |
| 9  | メタナ             | Μέθανα     | メタナ (el)       | トリジニア   |
| 12 | ポロス             | Πόρος      | ポロス            | ポロス       |
| 13 | サラミナ           | Σαλαμίνα   | サラミナ          | サラミナ     |
| 14 | スペツェス         | Σπέτσες    | スペツェス        | スペツェス   |
| 15 | トリジナ           | Τροιζηνία  | トリジナ          | トリジニア   |
| 16 | イドラ             | Ύδρα       | イドラ            | イドラ       |
| 17 | アンギストリ ※     | Αγκίστρι   | メガロホリ        | アンギストリ |
| 18 | アンディキティラ ※ | Αντικύθηρα | アンディキティラ  | キティラ     |

- Διοικητική διαίρεση νομαρχίας Πειραιά (πρόγραμμα Καποδίστριας) - ピレウス県の自治体・集落一覧（1999年 - 2010年）